# Porsche 918 Spyder
Porsche 918 Spyder je plug-in hybridní sportovní automobil se středovým uložením motoru, vyráběný německou automobilkou Porsche. Spyder je poháněn 4,6 litrovým motorem V8 s atmosférickým sáním poskytující výkon 616 metric horsepower (608 bhp; 453 kW) a také dvěma elektromotory dodávajících dalších 283 metric horsepower (279 bhp; 208 kW) koňských sil s kombinovaným výstupem 899 metric horsepower (887 bhp; 661 kW). 918 Spyder disponuje řádkou 6,8 kWh lithium-ion baterií, což umožňuje dojezd 19 km čistě na elektřinu.
Výroba začala 18. září 2013, s dodávkami se původně plánovalo začít v prosinci 2013 a základní cenou ~ €611,000 (US$845,000, GB £511,000, 16 800 000 CZK). 918 Spyder se do prosince 2014 kompletně vyprodal a výroba skončila v červnu 2015.
918 Spyder byl poprvé představen jako koncept na 80. autosalonu v Ženevě v březnu 2010. 28. července 2010 po 2000 žádostí o výrobu dozorčí rady Porsche AG schválili vývoj 918 Spyder. Výrobní verze byla představena v září 2013 na Frankfurt Motor Show. Porsche také představila RSR závodní variantu 918 roku 2011 na North American International Auto Show, která kombinuje hybridní technologie poprvé použity v 997 GT3 R Hybrid s designem 918 Spyder. 918 Spyder byl druhým plug-in hybrid autem od Porsche hned po Panamera S E-Hybrid. z roku 2014

## Specifikace

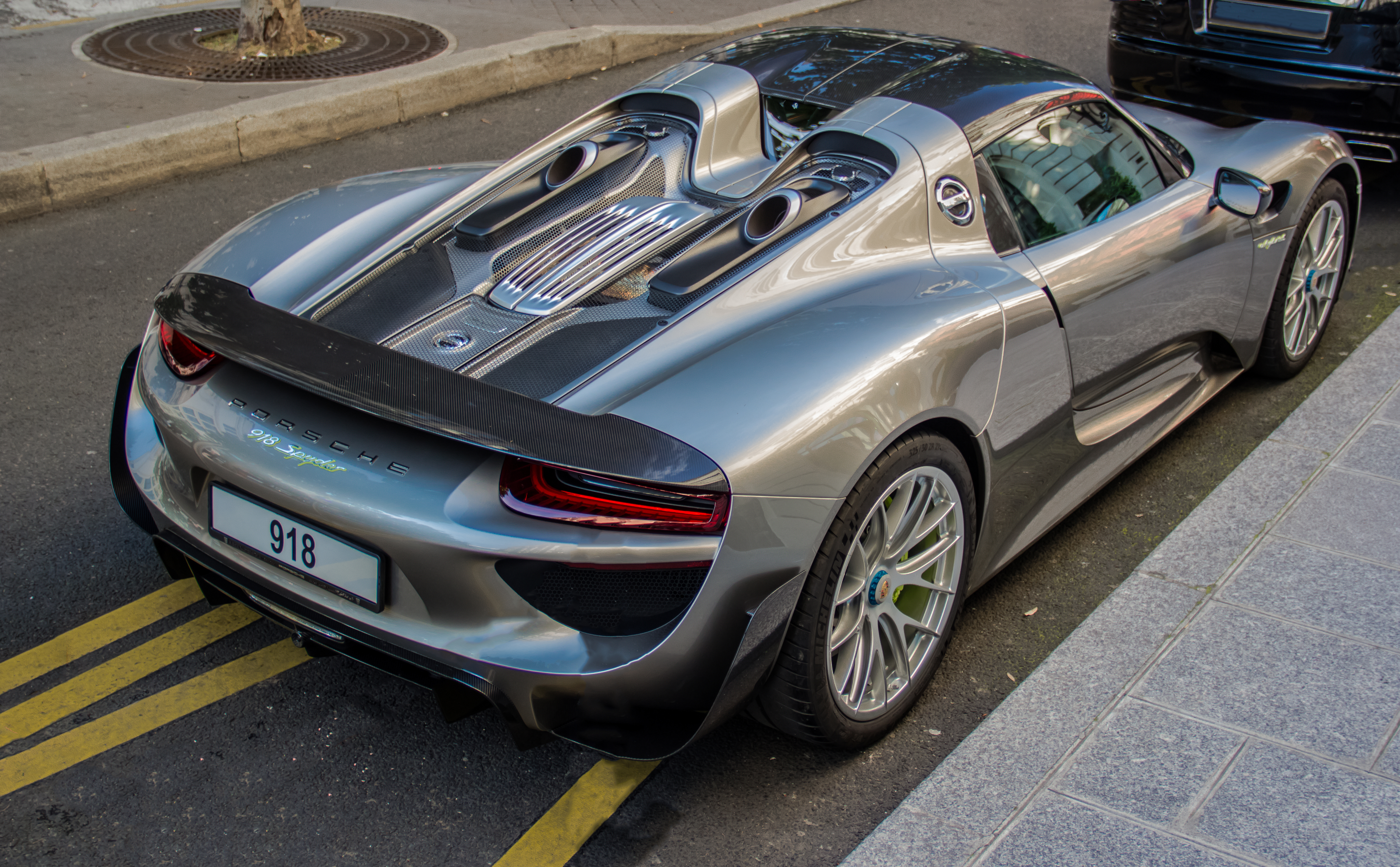
Porsche 918 Spyder

918 je poháněna osmiválcovým atmosférickým motorem s objemem 4,593 litru postaveným na stejné architektuře jako v RS Spyder Le Mans Prototyp.
Motor váží 135 kg dodává 608 mechanických koňských sil (616 PS; 453 kW)  v 8500 otáčkách za minutu a maximální točivý moment 528 newton metre (389 lbf·ft) Nm. Tento motor je doplněn o dva elektromotory dodávající dalších 279 mechanických koňských sil (283 PS; 208 kW) koňských sil. Jeden s 154 mechanických koňských sil (115 kW; 156 PS) koňmi pohání zadní kola paralelně s zážehovým motorem a slouží také jako hlavní generátor. Tyto motory dodávají výkon na zadní nápravu přes 7 rychlostní dvojspojkovou převodovku. Přední elektrický motor disponuje 125 mechanických koňských sil (127 PS; 93 kW) a pohání přední nápravu; elektrická spojka odděluje motor, když není v provozu. Celkový systém dodává 887 mechanických koňských sil (899 PS; 661 kW) a 1 280 newton metre (944 lbf·ft) Nm točivého momentu. V říjnu 2012 nebyla inženýrská konstrukce ještě dokončena, ale Porsche již zaznamenala údaje o výkonu: 0–100 kilometres per hour (0–62 mph) za 2,5 sekundy, 0–200 kilometres per hour (0–124 mph) za 7,2 sekundy, 0–300 kilometres per hour (0–186 mph) za 19,9 sekund a testované nejvyšší rychlost 350 kilometres per hour (217 mph) km/h. Porsche 918 Spyder má poměr výkonu k hmotnosti 1,92 kilogram (4,23 lb)kg na jednu koňskou sílu a série Weissach Package pomohla autu k hmotnostnímu poměru 1,84 kilogram (4,06 lb) kg koňskou sílu.

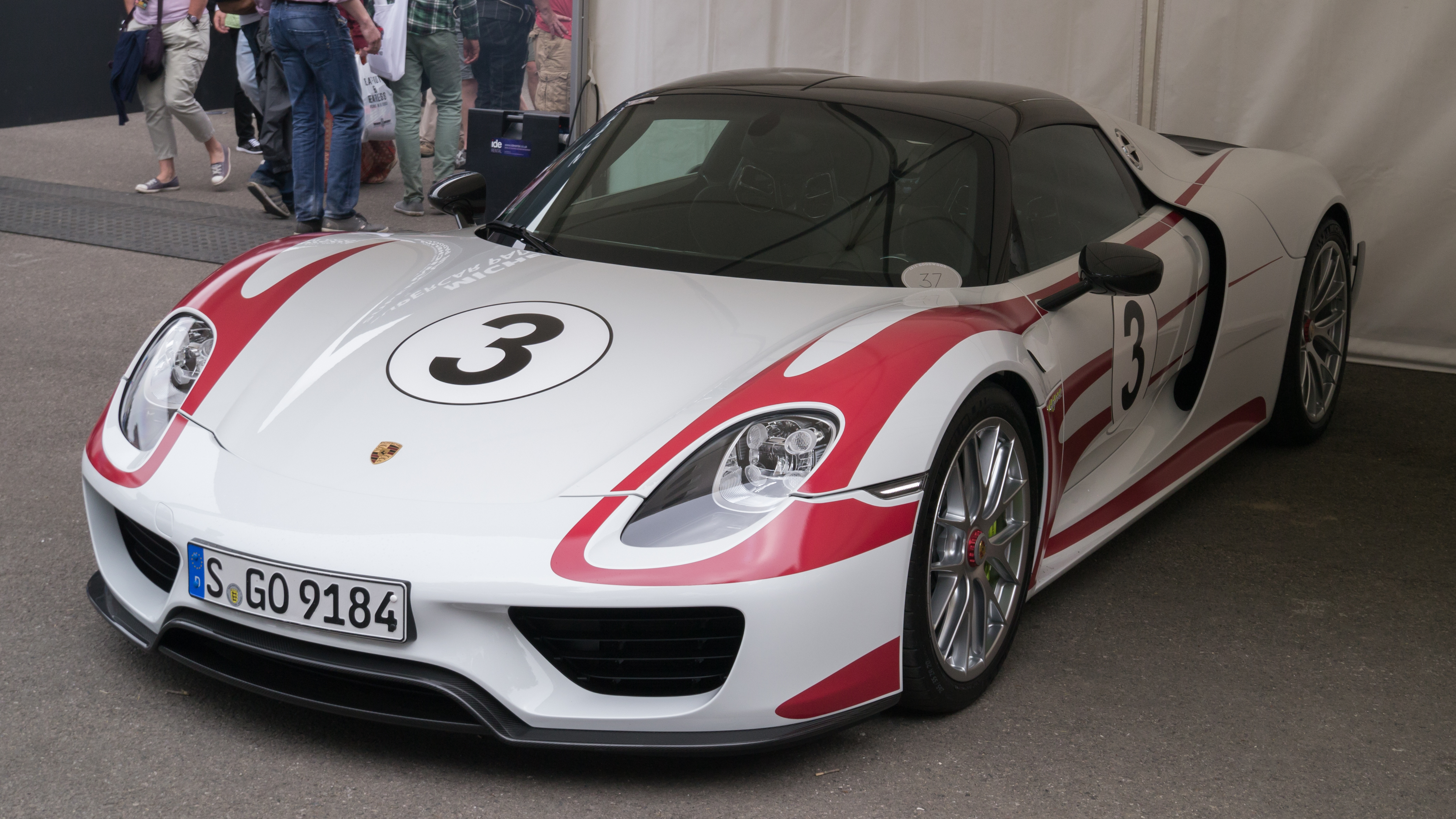
Porsche 918 Spyder Weissach Package

Systém ukládání energie je 312-cell, kapalinou chlazené 6.8 kW·h lithium-iontové baterie umístěné za řidičem. Kromě plug-in nabíjecího portu na straně spolujezdce na B-sloupku jsou také baterie nabíjeny rekuperačním brzděním a přebytkem výkonu z motoru, když auto jede bez přidávání plynu. CO2 emise jsou 79 g/km a spotřeba paliva 3,0 l/100 km podle Nového Evropského jízdního Cyklu (NEDC). V USA Agentura pro Ochranu Životního prostředí (EPA) v rámci jeho pěticyklového testu naměřili v roce 2015 spotřebu energie v elektrickém režimu na 50 kWh na 100 kilometrů a po zapojení pouze benzinového motoru 11 l/100 km.

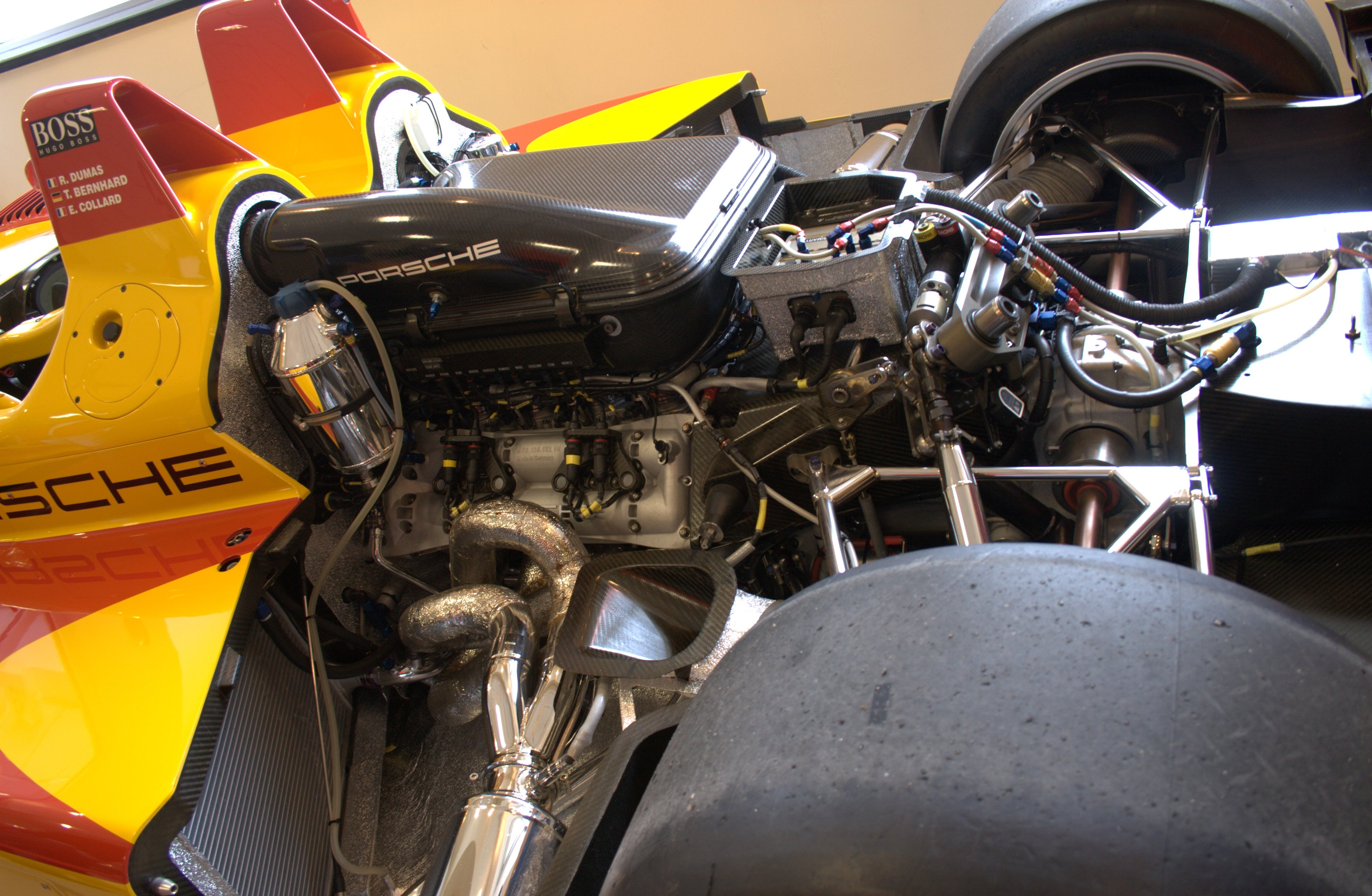
918 Spyder využívá stejný 4.6 L V8 motor jako v Porsche RS Spyder

4,6 litrový osmiválcový benzínový motor dokáže dobít prázdnou baterii za cca dva litry paliva. Dodávané univerzální nabíječce od Porsche trvá sedm hodin, aby se baterie dobily 110 voltovou domácí zásuvkou nebo dvě hodiny na vyhrazené nabíjecí stanici s nainstalovanou 240 voltovou přípojkou. Volitelná DC rychlonabíjecí stanice může obnovit baterie na plnou kapacitu už za 25 minut.
918 Spyder nabízí pět různých provozních režimů: E-Drive umožňuje cestovat čistě na elektřinu pomocí zadního a předního elektromotoru až 19 km. Celkový dojezd s plnou nádrží benzínu a plně nabitými bateriemi je 680 km dle EPA testů. V rámci E-Drive režimu auto může dosáhnout maximální rychlosti 150 km/h. Dva hybridní režimy (Hybrid, a Race) používají jak benzínový tak i oba elektrické motory pro zajištění požadované úrovně spořivosti či výkonu. Podvozkem je karbonový monocoque a brzdy jsou použity elektromechanické.

## Prodej a výroba
Produkční verze byla představena v roce 2013 na Frankfurt Motor Show. V roce 2014 bylo 918 vyráběno v limitovaných sériích – s vývojovým centrem v Weissachu a sestaveny v Zuffenhausenu. Za rok 2014 Porsche vyrobilo 918 kusů a výroba začala 18. listopadu 2013, přičemž dodávky měly začít v prosinci 2013. Prodeje ve Spojených státech začaly v červnu 2014. 
Do listopadu 2014 bylo celosvětově objednáno již 800 kusů. Výroba skončila v červnu 2015, jak bylo naplánováno.
Země s nejvíce objednávkami byly Spojené státy s 294 kusy následují země Čína a Německo s přibližně 100 objednávkami každá a Kanada s 35 objednávkami.

## RSR

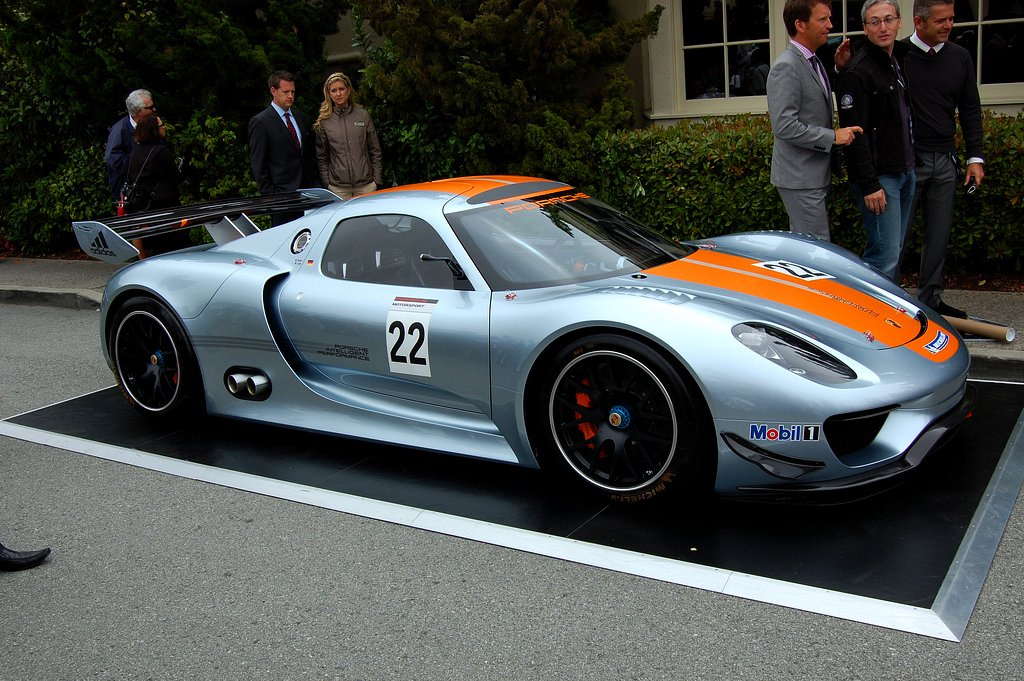
918 RSR

V roce 2011 na North American International Auto Show v Detroitu Porsche představilo RSR závodní verzi 918 Spyder s výkonem 776 koní. Šestistupňová převodovka byla použita z RS Spyder. 

## Rekord na okruhu Nordschleife (Nürburgring)
V září 2013 Porsche 918 vybaveno volitelným 'Weissach Package' zajel na Nürburgring kolo za 6:57 na 12,8 mil (20,6 km) km dlouhé trati, čímž překonalo předchozí rekord o 14 sekund a také se stalo prvním sériovým autem s silniční homologací, které prolomilo 7 minutovou hranici.

## Galerie

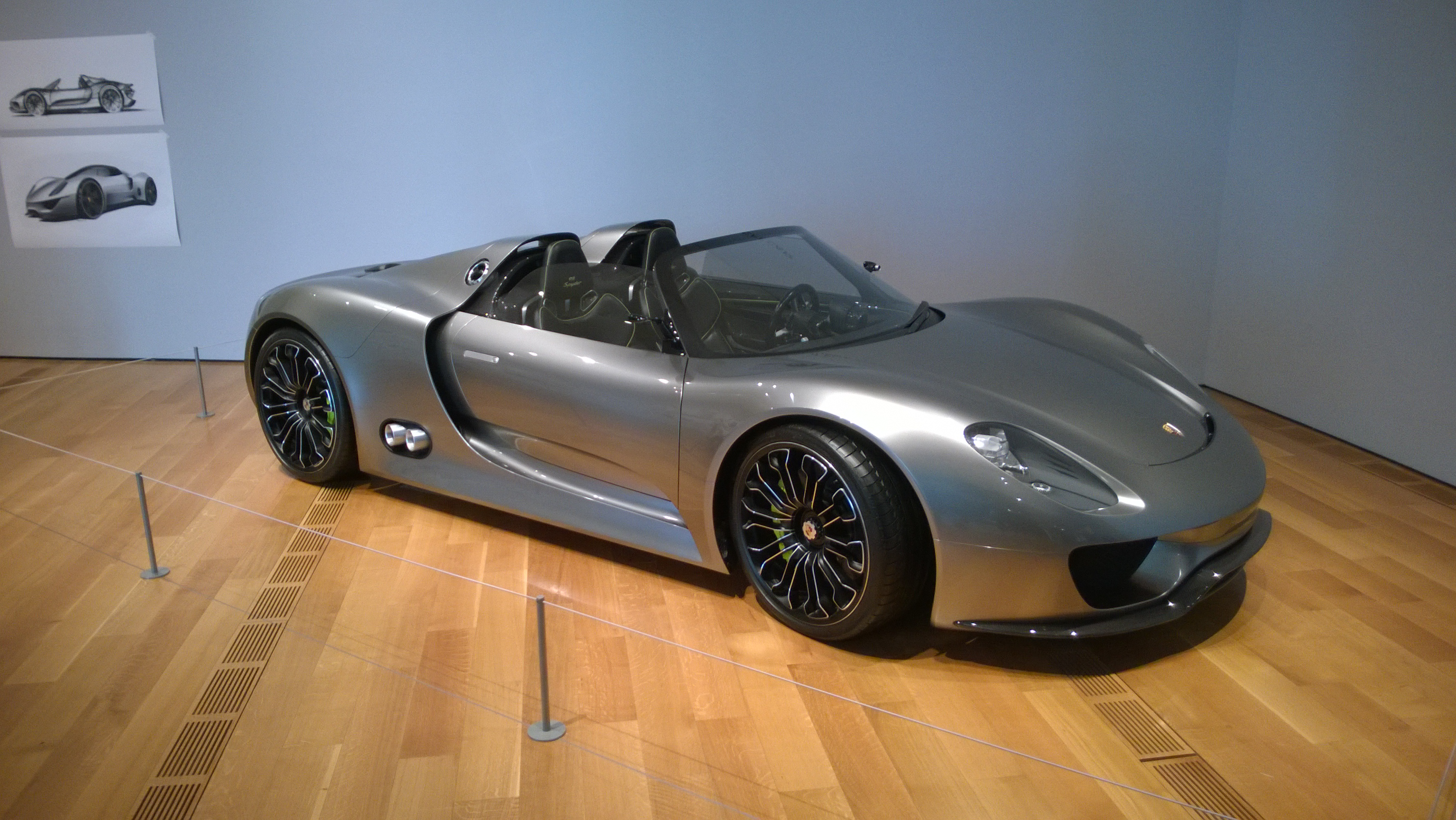
918 Spyder koncept v Umělecké muzeum Highových
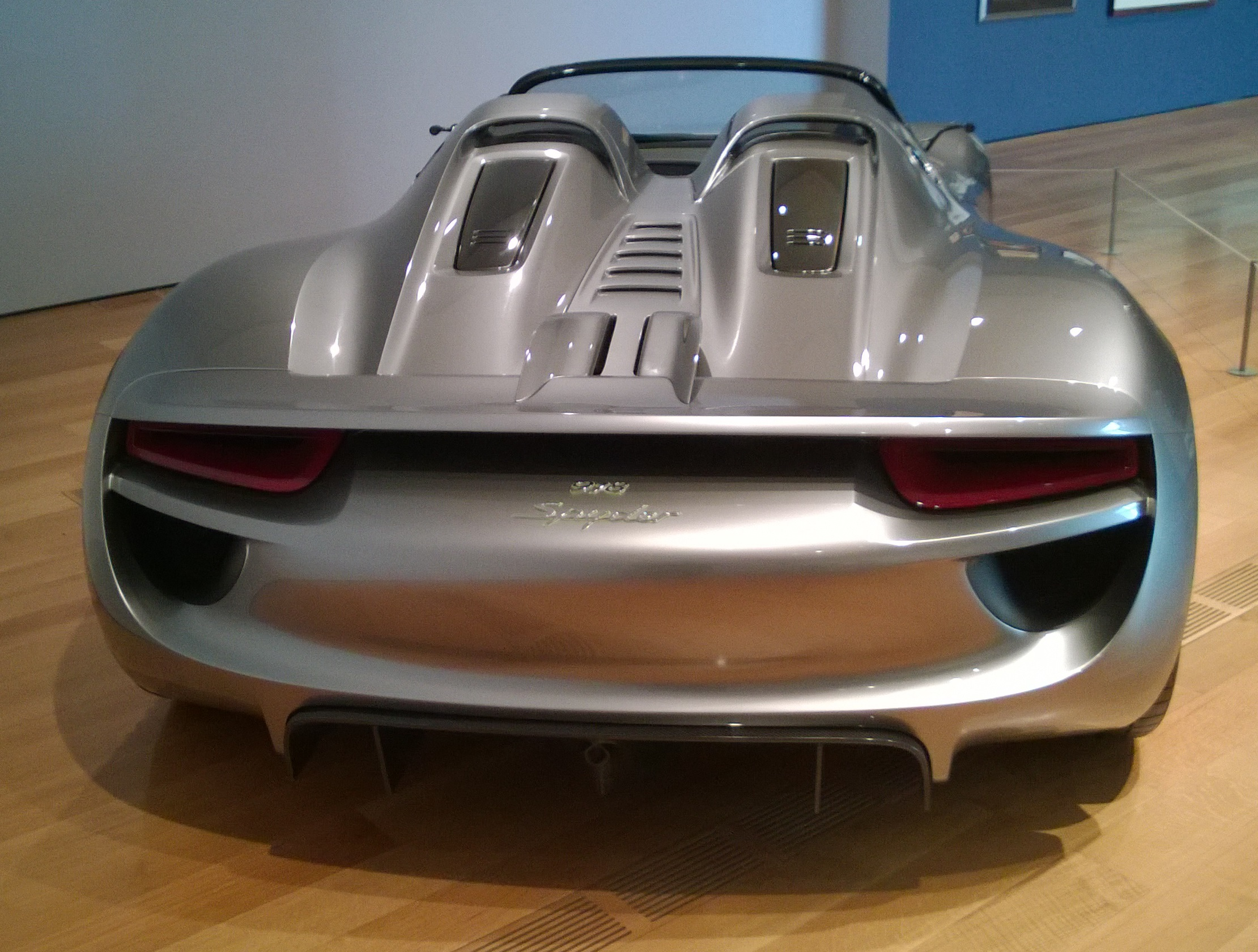
Zadní pohled na 918 Spyder Concept
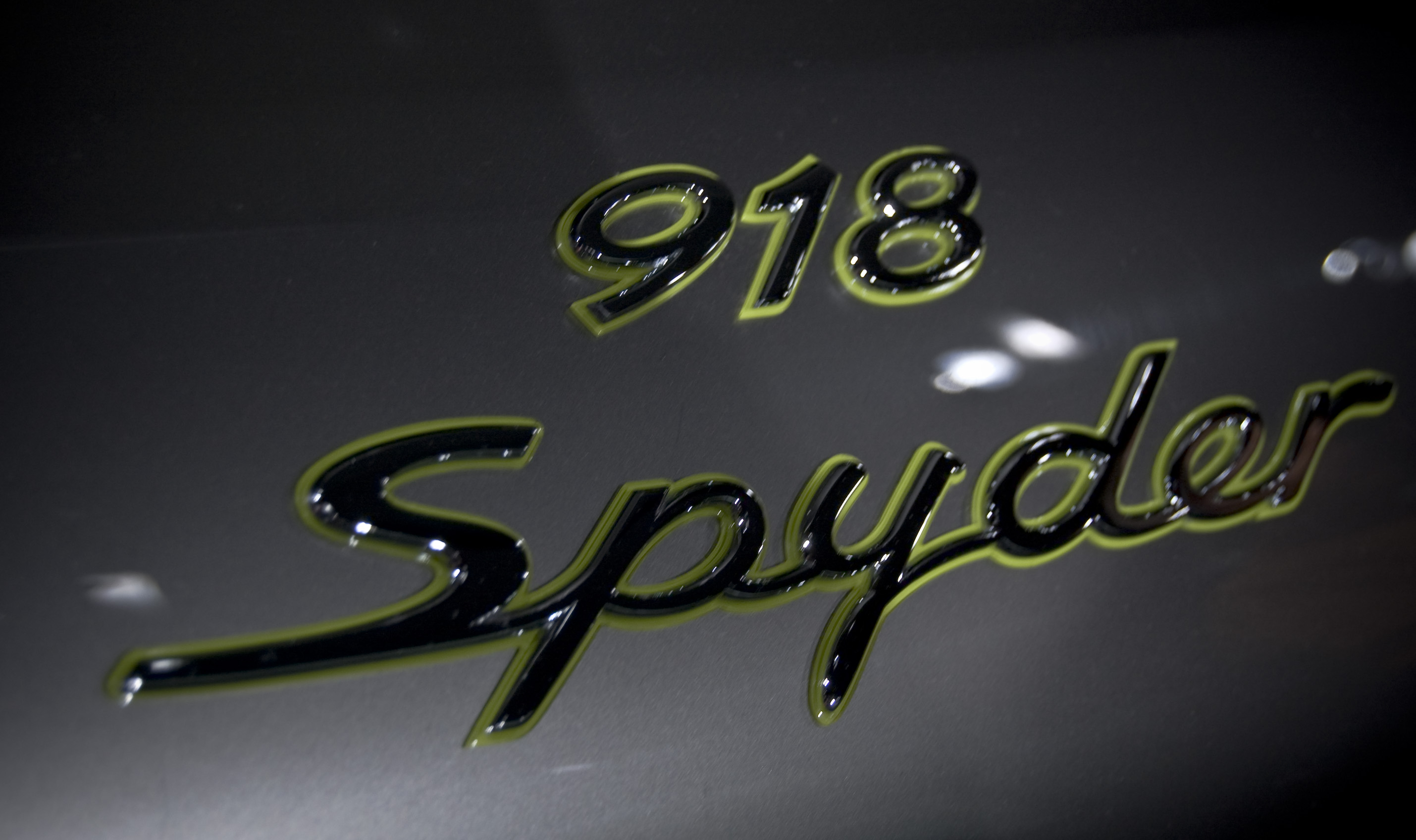
918 Spyder koncept odznak
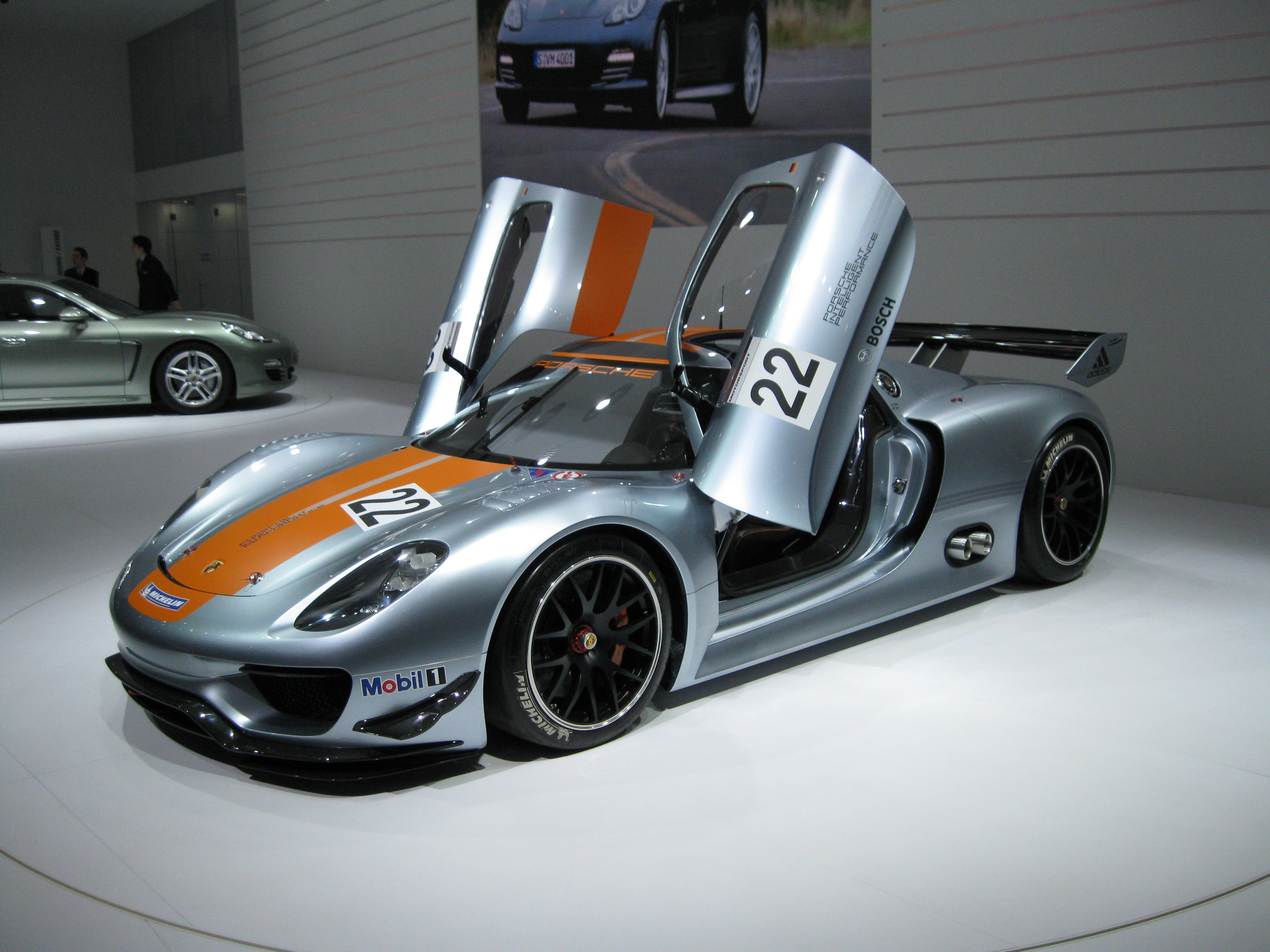
918 RSR concept na Ženevském autosalonu 2011
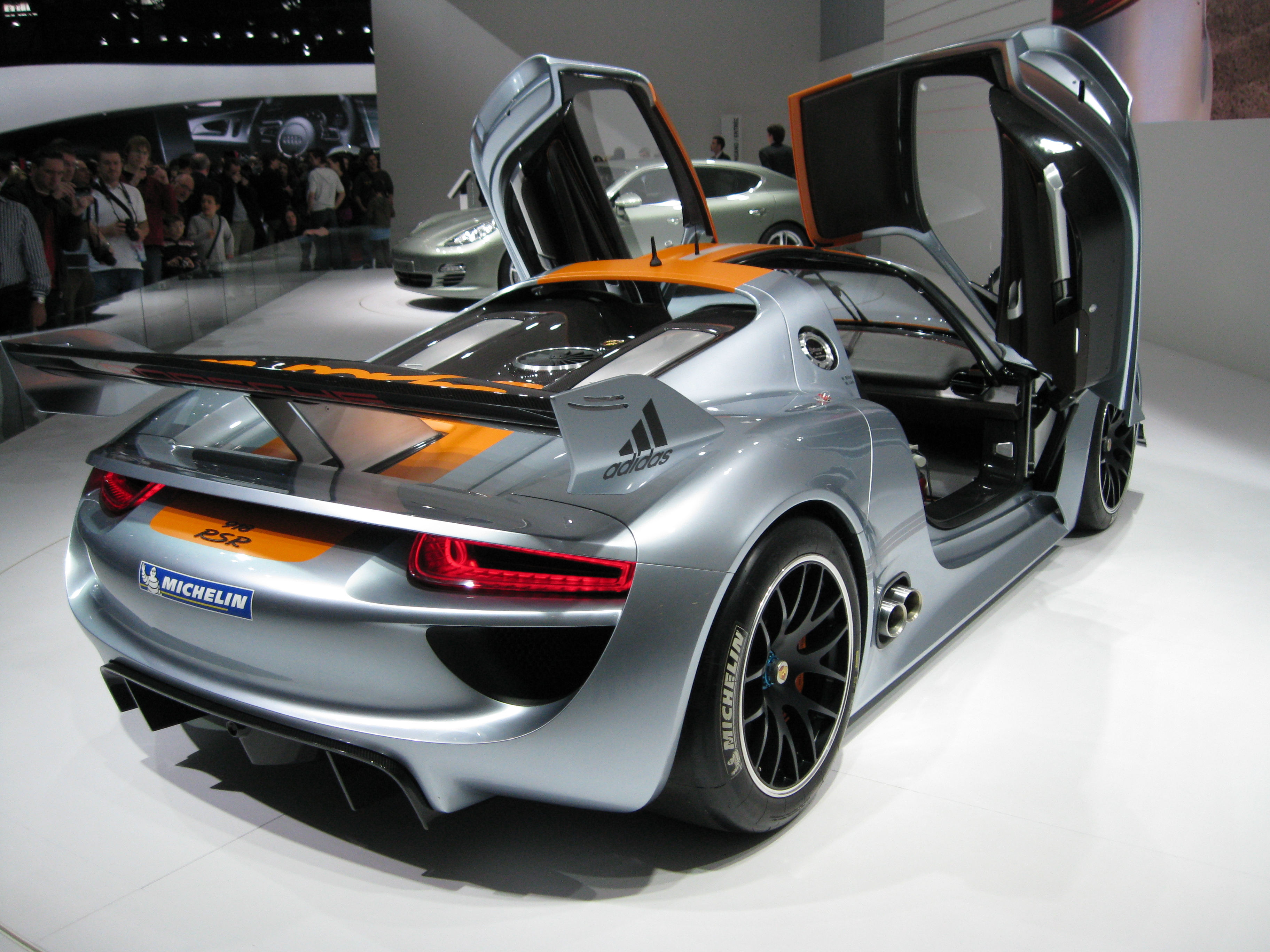
918 RSR concept na Ženevském autosalonu 2011
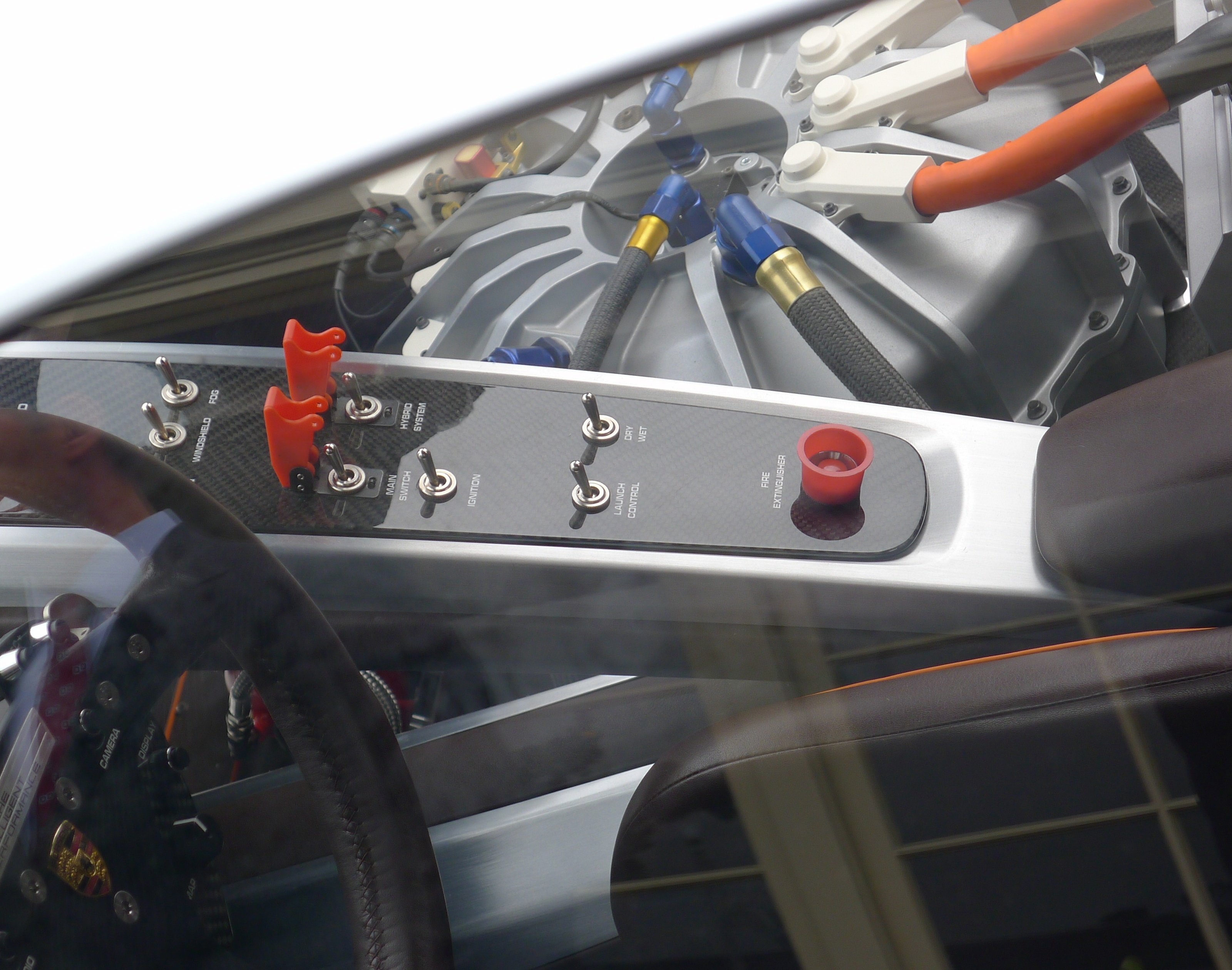
918 RSR středové konzole a setrvačníku
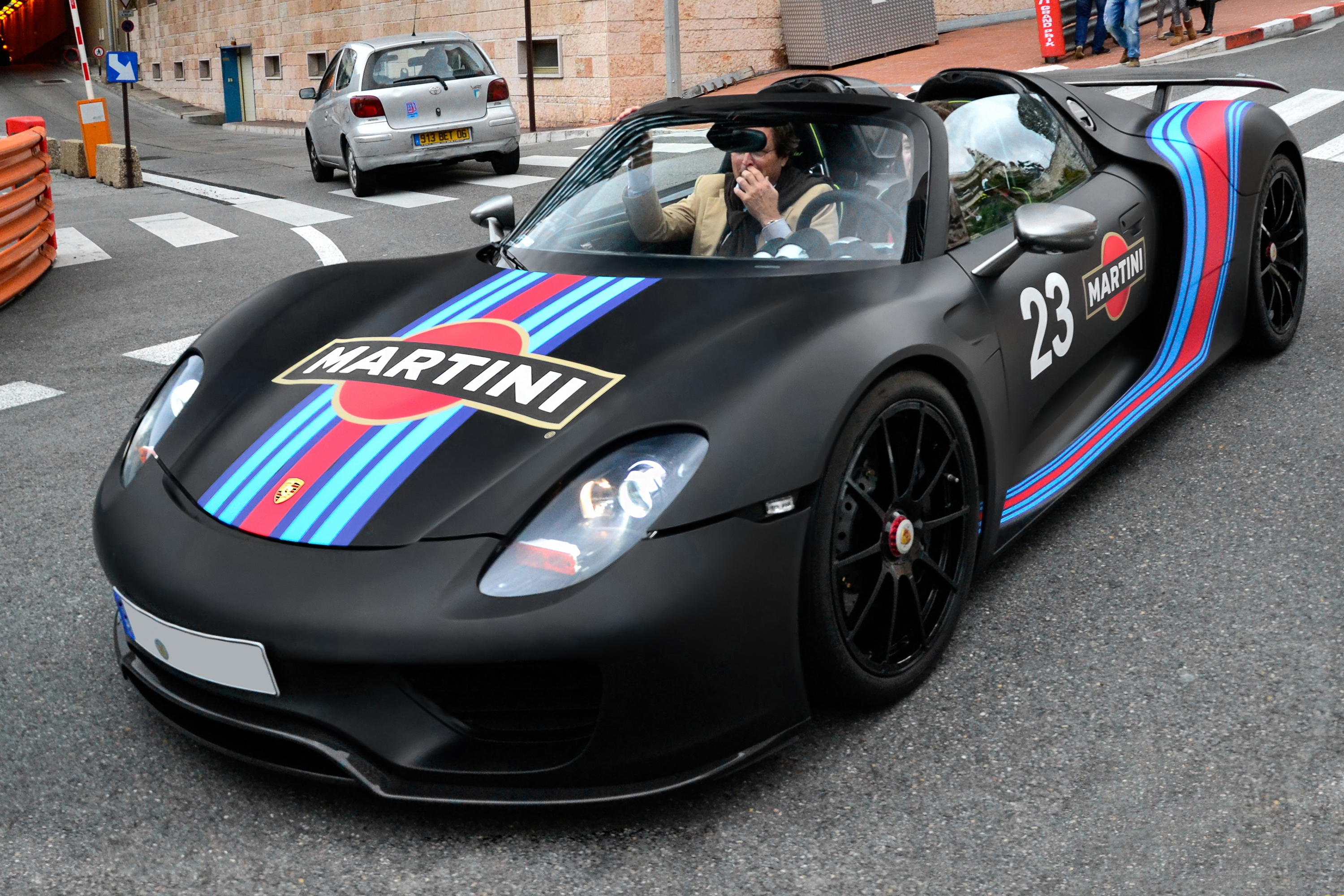
918 Spyder prototyp (černá) v Monaku
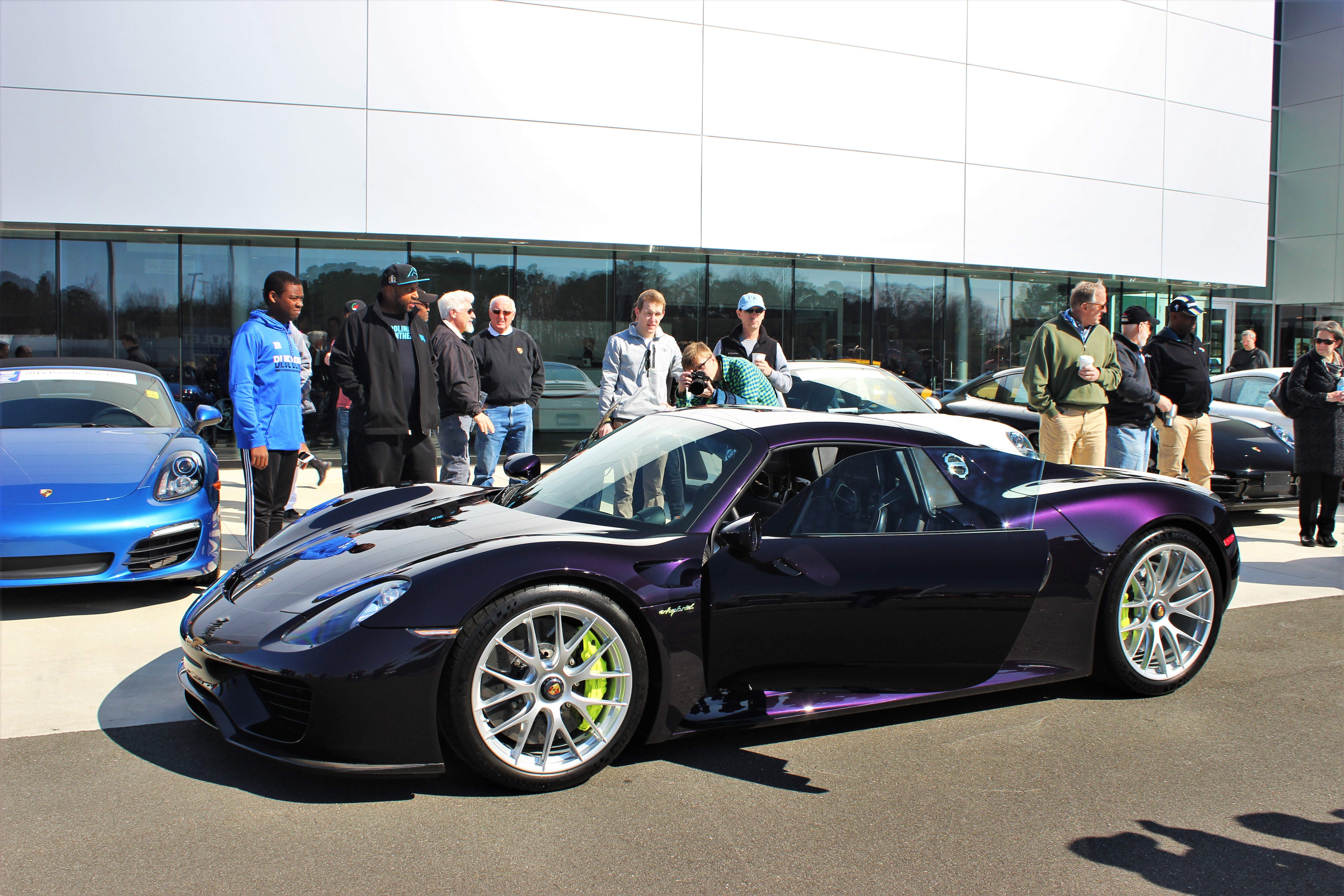
A 918 Spyder v PTS Viola Metalické barvě
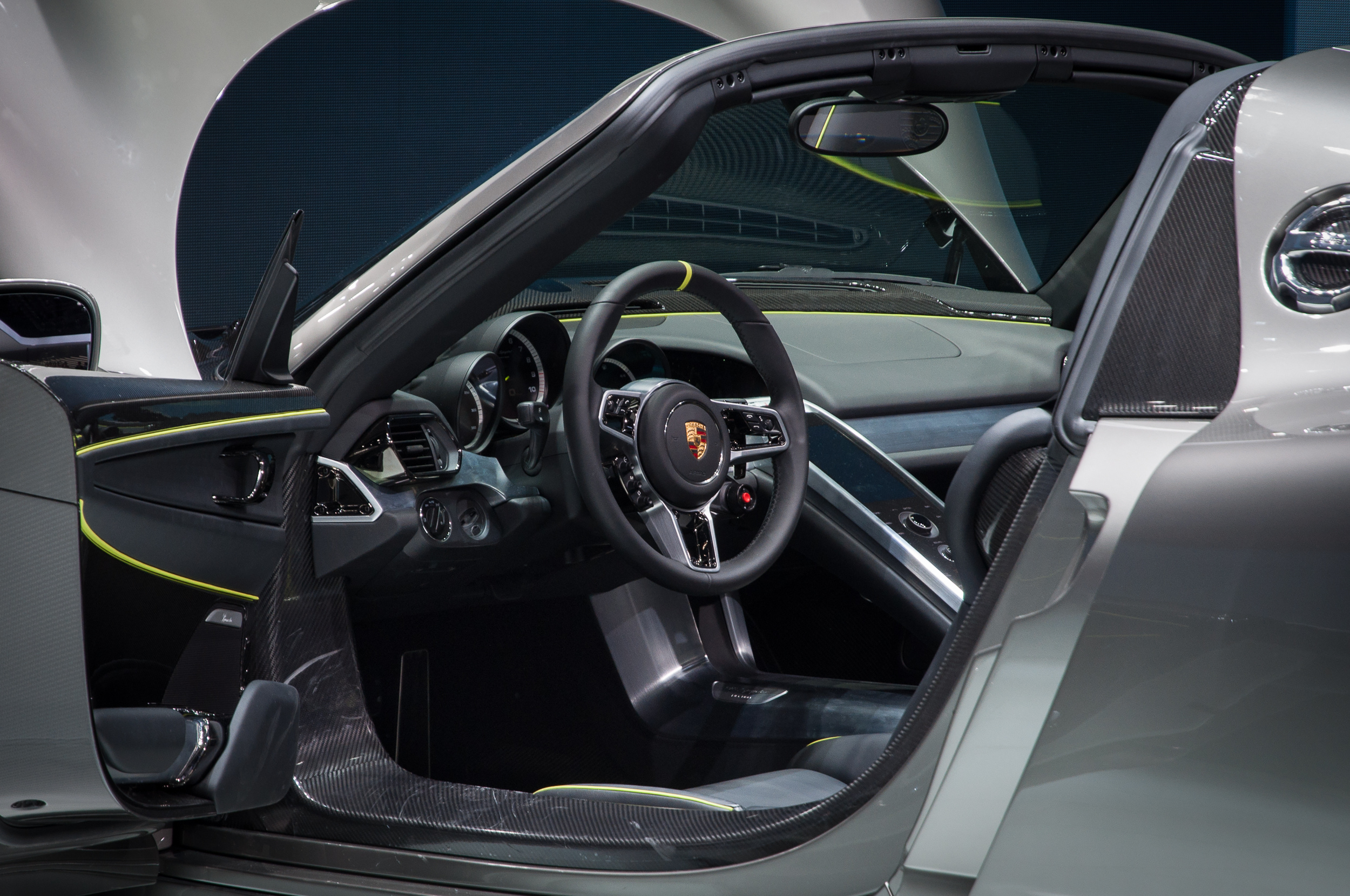
918 Spyder Interiéru